# Ung rebell

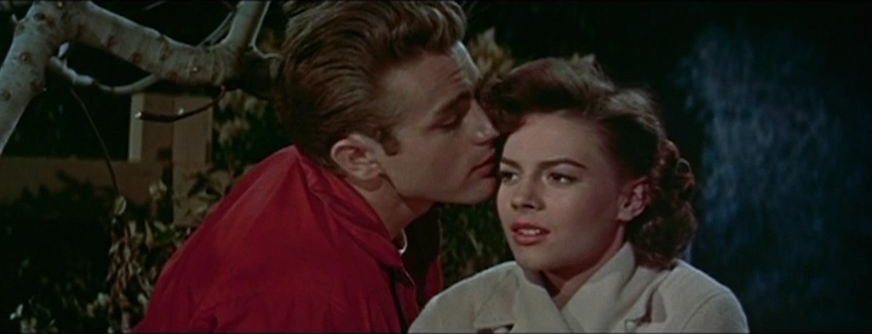
James Dean och Natalie Wood, under en scen i filmen.

Ung rebell (originaltitel: Rebel Without a Cause) är en amerikansk film från 1955 i regi av Nicholas Ray, med James Dean och Natalie Wood i huvudrollerna.

## Handling
Jim gör sitt bästa för att klara den ständiga pressen som han möter som elev på en ny skola, särskilt från andra ungdomar som är medlemmar i det "coola" gänget på Dawson High School. Hans far, som Jim söker stöd och vägledning från, är en godhjärtad men svag förälder som domineras av Jims mor, som ständigt försöker få familjen att flytta till en ny stad för att fly olika problem.
Efter att Jim tvingats in ett farligt spel med Buzz, en av de lokala tuffingarna, är han helt plötsligt i klammeri med både rättvisan och några av Buzz vänner. Han finner dock stöd och förståelse hos både Plato, en 13-årig pojke som nästan ser Jim som den fadersfigur han aldrig haft, och Judy, en vacker men också förvirrad tjej som också saknar kärlek från sina föräldrar. Hon inser snart att Jim har mycket mer att erbjuda henne än de våldsamma busar som hon tidigare umgåtts med.

## Rollista (i urval)
| James Dean      | – Jim Stark             |
| Natalie Wood    | – Judy                  |
| Sal Mineo       | – John "Plato" Crawford |
| Jim Backus      | – Frank Stark           |
| Ann Doran       | – Carol Stark           |
| Corey Allen     | – Buzz Gunderson        |
| William Hopper  | – Judys pappa           |
| Rochelle Hudson | – Judys mamma           |
| Edward Platt    | – Ray Fremick           |
| Nick Adams      | – Chick                 |
| Frank Mazzola   | – Crunch                |
| Dennis Hopper   | – Goon                  |